# Кара, Расим
Расим Кара (тур. Rasim Kara; род. 10 июня 1950, Эскишехир) — турецкий футболист и тренер. В качестве футболиста известен своими выступлениями за «Бешикташ», «Бурсаспор» и сборную Турции. Будучи тренером работал с целым рядом турецких и азербайджанских клубов.

## Карьера игрока

### Клубная карьера
Родившийся в Эскишехире Расим Кара начинал играть на позиции вратаря в молодёжной команде клуба «Эскишехир Ишикспор». Позднее он выступал за «Ушакспор» и «Бурсаспор», будучи футболистом последнего дебютировал в Первой лиге 15 октября 1972 года, выйдя в основном составе в гостевом матче с «Мерсин Имданюрду». 2 ноября 1975 года вратарь забил свой первый гол на профессиональном уровне, реализовав пенальти в домашней игре чемпионата Турции с «Эскишехирспором». Пик его карьеры пришёлся на время перехода в 1976 году в «Бешикташ». За стамбульцев он провёл девять сезонов. Голкипер за это время забил ещё четыре мяча с пенальти в рамках чемпионата и Кубка Турции, в том числе в ворота «Бурсаспору». В 1982 году Кара в составе «Бешикташа» стал чемпионом Турции.

### Карьера в сборной
29 октября 1975 года Расим Кара дебютировал в составе сборной Турции, заменив в конце первого тайма гостевого матча с Ирландией, проходившего в рамках отборочного турнира чемпионата Европы 1976, вратаря Ясина Озденака. Всего за национальную сборную он провёл 9 игр в период с конца 1975 по 5 апреля 1978 года, шесть из них были товарищескими.

## Тренерская карьера
В начале ноября Расим Кара руководил «Антальяспором» в двух матчах Первой лиги. В 1990 году он перешёл в национальную сборную, где работал ассистентом главных тренеров Зеппа Пионтека и Фатиха Терима, внеся свой вклад в успех команды, впервые в 1996 году вышедшей в финальную часть чемпионата Европы. После этого турнира Кара возглавил «Бешикташ».
Несмотря на свой довольно успешный сезон 1996/97, в котором стамбульцы заняли второе место в чемпионате и дошли до 1/8 финала Кубка УЕФА, Каре пришлось покинуть команду по его окончании. После этого он тренировал «Бурсаспор», «Дарданелспор», «Ризеспор» и «Коджаэлиспор».
Кара также работал за границей. Он тренировал канадскую команду «Оттава Уизардс», которую в 2002 году привёл к победе в Канадской профессиональной футбольной лиге. Затем он переехал в Азербайджан, возглавив «Хазар-Ленкорань», а затем «Карабах». Летом 2008 года Кара неожиданно покинул «Карабах» перед самым стартом сезона, нарушив контракт с клубом, и вернулся в «Хазар-Ленкорань». За это он был оштрафован Ассоциацией футбольных федераций Азербайджана. За него этот штраф заплатил «Хазар-Ленкорань». В декабре того же года после серии неудачных результатов в чемпионате Кара покинул свой пост.

## Достижения

### В качестве игрока
«Бешикташ»
- Чемпион Турции: 1981/82
- Обладатель Кубка премьер-министра Турции: 1977

### В качестве тренера
«Бешикташ»
- Обладатель Кубка премьер-министра Турции: 1997